# ハリー・プライス
ハリー・プライス（Harry Price、1881年1月17日 - 1948年3月29日）は、イギリスの心霊現象研究家(psychic researcher)で作家。イングランド、エセックスの、幽霊が出るとされるボーリー牧師館の、刊行された調査でいちばんよく知られている。

## 前半生
プライスはシュロップシャー生まれであると主張したが、実際はロンドン、レッド・ライオン・スクエア(Red Lion Square)の生まれで、そこはサウス・プレース・エシカル・ソサイアティー(South Place Ethical Society)のコンウェー・ホール(Conway Hall)の敷地である。彼は、ニュー・クロス(New Cross)で教育を受けたが、ここは最初ウォーラー・ロード・インファンツ・スクール(Waller Road Infants School)、つぎにハバーダシャーズ・アスクズ・ハッチャム・カレッジ(Haberdashers' Aske's Hatcham College)にあった。15歳で、プライスはカールトン・ドラマチック・ソサイアティー(Carlton Dramatic Society)を見つけ、複数の劇を書いたが、それにはポルターガイストの初期の自分の経験に関する、ドラマが含まれ、彼は、それはシュロップシャーの、幽霊が出るマナー・ハウス(manor house)で起きたと言った。
リチャード・モリス(Richard Morris)の最近の伝記『Harry Price: The Psychic Detective』 Stroud, 2006によれば、プライスは空間電信(space-telegraphy)に対する初期の関心を主張したとき、彼は報道の注目を引くようになった。彼は、ハチャム(Hatcham)のテレグラフ・ヒル(Telegraph Hill)とセント・ピーターズ・チャーチ・ブロックリー(St Peter's Church Brockley)との間でレシーヴァーとトランスミッターを組み立て、感光板に火花を捕らえた。しかしこれは、何も証拠立てられていなかったから、ハリー・プライスが自分が実験をしたとプレス・リリースに書いたにすぎなかった。若きプライスは、また硬貨収集に熱心な関心を持ち、幾つかの記事をハバーダシャーズ・スクールの雑誌『The Askean』に書いた。1941年と1942年の間に書かれた自伝『Search for Truth』のなかで、プライスは、自分はロンドンのグリニッジ・パークの考古学的発掘に従ったと主張したが、グリニッジに関する初期の著作のなかで、彼はそういう関わりをすべて否定した。
1908年3月ころから、プライスはサセックスのパルバラ(Pulborough)で考古学への興味を続け、同地に彼は移り、8月にコンスタンス・メアリー・ナイト(Constance Mary Knight)と結婚した。紙業者Edward Saunders & Sonsのセールスマンとして働くほかに、彼は地元のサセックスの2紙に寄稿した:『West Sussex Gazette』と『Southern Weekly News』、そこで彼は、「きれいな」('clean')古代の遺物を発見することに対する注目すべき性癖を物語った。そのうち1つ、「銀の」インゴット（リチャード・モリスによって、ロンドン大学、セナット・ハウス(Senate House)のプライスの遺物の収集に所蔵されているのが発見され、複数の基材で出来ている）は、最後のローマ皇帝ホノリウスのころにスタンプを押された。数年後、別の著名なサセックスの考古学者チャールズ・ドーソン(Charles Dawson)は、サセックスのペヴェンシー要塞(Pevensey Fort)で1個のれんがを見つけた。1910年に、オックスフォード大学教授で、ローマ史のカントリー随一の専門家で、王立アカデミーのフェロー　E・J・ヘーヴァーフィールド(E. J Haverfield)は、インゴットは偽物であると宣言した。同年のプロシーディングズ・オヴ・ザ・ソサイエティー・オヴ・アンティクワリーズ(Proceedings of the Society of Antiquaries)の報告(number 23, pages 121–9)はつぎのように報告した:

「... 銀のインゴットの二重斧型はよく知られており、後期帝国時代(late Imperial times)にさかのぼったが、サセックスから回収されたものはロンドン塔で見つかったものの劣悪なコピーであって、真正な感じを与えるための変更があった。形とレタリングの両者がともにその起源を示した」('... the double axe type of silver ingot was well known and dated from late Imperial times but the one recovered from Sussex was an inferior copy of one found at the Tower of London,with alterations to give it an air of authenticity.Both the shape and lettering betrayed its origin.')

## マジックおよび奇術に対する関心
自伝『Search for Truth』のなかで、プライスは、シュルーズベリーの「グレート・シーカー」("Great Sequah")が、「わたしの人生の作品の多くを形作ったことにもっぱら責任を負うべきである」("entirely responsible for shaping much of my life's work")と言い、ハリー・プライス・ライブラリー(Harry Price Library)になることになるものの第1巻を彼に入手させ、プライスはのちに専門家アマチュア奇術師になり、1922年にマジック・サークル(Magic Circle)に加入し、ステージ・マジックと奇術に対する関心を維持した。彼の、手品の巧妙な早業と、マジック・トリックに関する専門知識は、彼の燃えたぎる情熱、超常現象の調査になることになるもので彼におおいに役だった。
心霊現象研究家エリック・ディングウォール(Eric Dingwall)とプライスは、霊媒のトリックと「霊の両手」("spirit hands")を生み出す詐欺的方法を暴露した『Revelations of a Spirit Medium』（1922年）という、元霊媒によって書かれた匿名の著作を再刊行した。もともとは全部数が降霊術者らによって買い占められ、入念に破壊された。

## 心霊現象研究

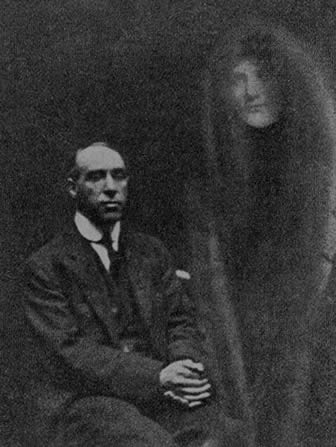
「霊」("spirit")といるプライスを示しているウィリアム・ホープの写真

プライスは、心霊現象研究協会(Society for Psychical Research)(SPR)に1920年に加入し、奇術の知識が原因で、いかさま霊媒の事実誤認を証明していたが、他の奇術師と直接、比べて、プライスは、自分が真正だと考える霊媒数人を支持した。プライスが「霊」('spirit')写真家ウィリアム・ホープの正体を暴いた1922年に、心霊現象研究の最初の大成功が来た。同年、彼はエリック・ディングウォールとともにドイツに旅行し、男爵アルベルト・フォン・シュレンク＝ノッチングの邸でウィリアム・シュナイダーを調査した。1923年に、プライスは、霊媒ジャン・ガサイク(Jan Guzyk)の正体を暴いたが、プライスによれば、その「男は、とくに両足が、器用で、現象を生み出す点ではほとんど両手なみに彼にとって役に立った」("man was clever, especially with his feet, which were almost as useful to him as his hands in producing phenomena")
プライスは、シュレンク＝ノッチング(Schrenck-Notzing)とともに撮られた霊媒エヴァ・カリエールのエクトプラズムが写っている複数の写真は、カードボードおよび新聞の肖像写真製で人為的二次元的に見える、彼女の両手は自由であるので科学的管理は無い、と書いた。1920年に、カリエールは、ロンドンの心霊現象研究家らによって調査された。彼女のエクトプラズムの分析で、それが噛まれた紙で出来ていることをあきらかになった。彼女はまた1922年に調査され、試験の結果は否定的であった。1925年に、プライスは、マリア・シルバート(Maria Silbert)を調査し、彼女が足と爪先をつかって降霊会の部屋のなかの複数の物を移動させている現場をおさえた。彼はまた、ロンドンのジョージ・ヴァリアンティン(George Valiantine)という「直接の声」("direct voice")霊媒を調査した。ヴァリアンティンは、降霊会で、イタリア語を話している作曲者ルイージ・アルディーティの霊とコンタクトした、と主張した。プライスは、アルディーティのものとされる一語一語を書きとめ、それらは或るイタリア語の慣用表現集のなかの逐語的に一致する物であると判った。
プライスは、心霊現象研究協会の好敵手として、1926年にナショナル・ラボラトリー・オヴ・サイキカル・リサーチ(National Laboratory of Psychical Research)という組織を結成した。プライスは、おもにルディ・シュナイダーという霊媒について、SPRと数多く論争した。プライスは、彼らを試験するために霊媒らに支払った--SPRはプライスを批判し、試験のために霊媒に支払うことについて意見が一致しなかった
プライスは、ロンドン大学に、心霊現象研究部門(Department of Psychical Research)に備品を備え付け、寄付をすること、ナショナル・ラボラトリーの備品を賃貸することを正式に申し出てた。ロンドン大学ボード・オヴ・スタディーズ・イン・サイコロジー(University of London Board of Studies in Psychology)は、この提案に積極的に反応した。1934年に、ナショナル・ラボラトリー・オヴ・サイキカル・リサーチ(National Laboratory of Psychical Research)は、プライスのコレクションを持っていたが、ユニヴァーシティー・オヴ・ロンドン・カウンシル・フォー・サイキカル・インヴェスティゲーション(University of London Council for Psychical Investigation)として再構成され、議長はC・E・M・ジョード(C. E. M. Joad)、プライスは名誉幹事(Honorary Secretary)で編集者、ただしそれは大学の公式の組織ではなかった。いっぽうで、1927年にプライスは、ゴースト・クラブ(the Ghost Club)に加入したし、彼は1936年に（一時的に）閉鎖されるまでメンバーであった。
1927年に、プライスは、自分はジョアンナ・サウスコット(Joanna Southcott)のボックスを所有するようになった、と主張し、或る不承不承の高位聖職者（ビショップ・オヴ・グランサム(Bishop of Grantham)。リンカーン(Lincoln)のダイアシス(diocese)の、ダイアサスン・ビショップ(diocesan bishop)ではなくてサフラガン(suffragan)）の面前で開けるように手配した:それは、富くじ(lottery ticket)や馬上短銃(horse-pistol)にまじって、がらくたと重要でない文書だけを含んでいる、と判った。本物のボックスを持っているという彼の主張は、歴史家らによって、そしてサウスコットの支持者らによって反論されている。プライスはフレデリック・タンズリー・マニングス(Frederick Tansley Munnings)の正体を暴いたが、マニングスは、ユリウス・カエサル、ダン・レノ(Dan Leno)、ホーリー・ハーヴェー・クリップン(Hawley Harvey Crippen)およびヘンリー8世のそれぞれの「霊」の("spirit")声を生み出したと主張した。プライスは、音声制御記録機(voice control recorder)として知られる1つの装置を発明し、使用し、すべての声がマニングスのそれであることを証明した。1928年に、マニングスは、詐欺を認め、告白を或る日曜新聞に売った。
プライスは、ハリー・フーディーニやジャーナリスト　E・クレファン・パーマー(E. Clephan Palmer)をふくむ、いかさま霊媒の他の事実誤認証明者と友人であった。
1933年に、フランク・デッカー(Frank Decker)は、ナショナル・ラボラトリー・オヴ・サイキカル・リサーチ(National Laboratory of Psychical Research)でプライスによって調査された。デッカーは、プライスによる厳密な科学的管理の下で、まったく現象を生み出さなかった。プライスの心霊現象研究は、1935年のクーダ・バクス(Kuda Bux)の、カラチ(Karachi)のインディアン・ロープのトリックと火歩き(fire-walking)の能力の調査とともに、続いた。彼はまた、ナショナル・フィルム・ライブラリー(National Film Library)（英国映画協会）のの設立に従い、最初の議長（1941年まで）になり、シェークスピア・フィルム・ソサイエティー(Shakespeare Film Society)の創立メンバーであった。1936年に、プライスは、ケント、メオファム(Meopham)の幽霊が出るとされるマナー・ハウス(manor house)からBBCで放送し、『The Confessions of a Ghost-Hunter』と『The Haunting of Cashen's Gap』を刊行した。この年にはまた、プライスの蔵書の、研究場による短期間のにつづいて、永久貸与としての、ロンドン大学への移動があった。1937年に、彼は、カーショールトン(Carshalton)およびアレクサンドラ・パレスで、アハマッド・フセイン(Ahmed Hussain)とともに火歩き(fire-walking)のさらなるテレヴィ放送された実験を行ない、そしてボーリー牧師館を1年間、賃貸した。翌年、プライスは、自分を議長としてゴースト・クラブを再結成し、それをモダン化し、心霊主義者団体から、超常現象の話題を議論するために集まった、多少なりとも偏見の無い懐疑論者の一団に変えた。彼はまた、女性にクラブへの加入を認めた最初の人物でもあった。
同年、プライスは、カーショールトン(Carshalton)で「生き埋めに」("buried alive")なったラーマン・ビー(Rahman Bey)の実験を行なった。彼はまた、心霊現象従事者の規制の法案を起草した。1939年に、彼は、『John O'London's Weekly』で国家的なテレパシー試験を計画した。1940年代に、プライスは、執筆に集中し、『The Most Haunted House in England』、『Poltergeist Over England』、および『The End of Borley Rectory』はすべて刊行された。

## 有名な事例

### ウィリアム・ホープ
1922年2月4日に、プライスは、ジェームズ・シーモア、エリック・ディングウォールおよびウィリアム・マリオットとともに、ブリティッシュ・カレッジ・オヴ・サイキック・サイエンス(British College of Psychic Science)での試験の間に、心霊写真家ウィリアム・ホープは詐欺師である、と証明した。プライスは、SPR報告のなかにつぎのように書いた、「ウィリアム・ホープは、シッターのプレートの代わりに自分自身のそれを使い ...これは、霊媒がシッティングに複製のスライド1枚と偽のプレート複数を詐欺目的で持ち込んだこと意味している」("William Hope has been found guilty of deliberately substituting his own plates for those of a sitter ...It implies that the medium brings to the sitting a duplicate slide and faked plates for fraudulent purposes")。
プライスは、ホープの写真感光板複数にひそかにマークを付け、Imperial Dry Plate Co. Ltd.のブランド像(brand image)をこっそりとエッチングした追加のプレート複数の包みを、ロゴがそれらとともに作られたイメージ複数のどれかに移されるであろうということを承知のうえで、彼に与え、ホープはそのとき、プライスが供給品をいじくったことを知らずに、多くの霊写真を作ろうとした。ホープは、霊の像をいくつか作ったが、彼の用具複数はどれも、Imperial Dry Plate Co. Ltdのロゴや、プライスがホープのもともとの備品の付けたマーク複数を含んでおらず、彼がにせの霊の像を含んでいる準備された材料を、供給された材料と交換していたことを示した。
プライスはのちに、協会の実験を、彼自身のいわゆる『Cold Light on Spiritualistic "Phenomena" – An Experiment with the Crewe Circle』というパンフレットのなかに、再公表した。アーサー・コナン・ドイルは、ホープその他のいかさま心霊主義者らの暴露のために、心霊現象研究協会のメンバー48人の集団退任を、彼らは協会は心霊主義者らと対立していると考えたので、導いた。ドイルは、法的手続きによってプライスを研究場から追い立てるおそれがあり、もし彼が辛抱強く心霊主義者らに関する「下水」("sewage")を書き続けるならばフーディーニと同じ運命に会うだろう、と主張した。ドイルその他の心霊主義者らはプライスを攻撃し、彼のパンフレットを流通させないようにさせようと何年間も努めた。プライスは、「アーサー・コナン・ドイルとその友人らは、ホープの正体を暴いたことで何年間もわたしを罵倒した」("Arthur Conan Doyle and his friends abused me for years for exposing Hope")、と書いた。

### アイリーン・ガレット
1930年10月7日に、アイリーン・J・ガレット(Eileen J. Garrett)が、R101_(飛行船)の2日後にプライスとともにナショナル・ラボラトリー・オヴ・サイキカル・リサーチ(National Laboratory of Psychical Research)で開かれた降霊会でハーバート・カーマイケル・アーウィン(Herbert Carmichael Irwin)の霊とコンタクトしたと心霊主義者らによって主張され、そのいっぽうで、当時亡くなったばかりのアーサー・コナン・ドイルとコンタクトしようとし、事故のあり得る原因を議論した。その出来事は、記者の存在のおかげで、「世界的な注目を集めた」("attracted worldwide attention")。メジャー・オリヴァー・ヴィリアーズ(Major Oliver Villiers)、ブランカーの友人、スコット、アーウィン、コルモア(Colmore)およびその他の飛行船の搭乗者はガレットとともにさらなる降霊会に参加し、そこで彼はアーウィンと他の犠牲者らの両方とコンタクトしたと主張した。プライスは、ガレットおよび降霊会に関してなんら明確な結論に達しなかった:
霊媒がほんとうに肉体を離れたアーウィンの実体によってコントロールされたか否か、あるいは発語が彼女の潜在意識から発せられたかそれともシッターらのそれらからかを論議することはわたしの意図ではない。「霊」("Spirit")あるいは「トランス人格」("trance personality")は　興味深い - そして注目すべき - 説明であろう。いずれの仮説にも現実の証拠は無い。しかし、仮説を議論するのはわたしの意図ではなく、いちじるしく興味深い、思考を挑発する、経験の、詳しい記述を記録することであった。
ガレットの複数の主張は以来、疑問が呈されている。手品師ジョン・ブース(John Booth)は、ガレットという霊媒を分析し、彼女は詐欺師である、と考えた。ブースによれば、ガレットの複数のノートと複数の著作は、彼女がR101の建造をフォローし、彼女は、エアドームからの技師によって飛行船の青写真を与えられたかもしれない、ことを示している。しかしながら、この事例を研究した調査者メルヴィン・ハリス(Melvin Harris)は、ガレットの降霊会で記述された情報は「平凡な、容易く吸収されるがらくたかでなければまったくのごたまぜで」あった、「いわゆる秘密情報は、存在などしないのだ」("either commonplace, easily absorbed bits and pieces, or plain gobbledegook.The so-called secret information just doesn't exist.")と書いた。

### ルディ・シュナイダー
1920年代と1930年代前半に、プライスは、ナショナル・ラボラトリー・オヴ・サイキカル・リサーチ(National Laboratory of Psychical Research)で霊媒ルディ・シュナイダー(Rudi Schneider)を多くの実験で調査した。シュナイダーは、自分は物体複数を空中浮遊させられる、と主張したが、プライスによれば、1932年4月28日に撮られた写真で、シュナイダーがテーブルからハンカチーフを動かすためになんとかして片腕を自由にしていたことがわかった。このことののち、多くの科学者らは、シュナイダーは詐欺師として正体を暴かれる、と考えた。プライスは、残りの実験の発見内容は、どのようにシュナイダーが自らを支配から解放したかを示している証拠によって修正されるべきである、と書いた。
プライスがシュナイダーの正体を暴いたのち、カール・プルシーブラム(Karl Przibram)のようなさまざまな科学者らや手品師ヘンリー・R・エバンス(Henry R. Evans)が、プライス宛てに書いて、自分らはシュナイダーが降霊会の間管理を逃れるだろうことに同意し、プライスに詐欺師の正体を暴いたことで祝う、と言った。反対に、プライスにたいへん批判的なSPRのメンバーらは、シュナイダーの霊媒を支持し、プライスが写真を捏造したという陰謀説を推し進めた。SPRメンバー　アニタ・グレゴリー(Anita Gregory)は、プライスは、SPRの調査の信用を傷つけ、シュナイダーの評判を傷つけるために写真を入念にでっちあげた、と主張した。しかし、或る写真専門家は、写真が真正である、と立証した。SPRメンバー　L・ランドールは、プライスおよびシュナイダーの事例をレヴューし、その写真は真正である、プライスはシュナイダーの詐欺の現場をおさえた、という結論に達した。

### ヘレン・ダンカン

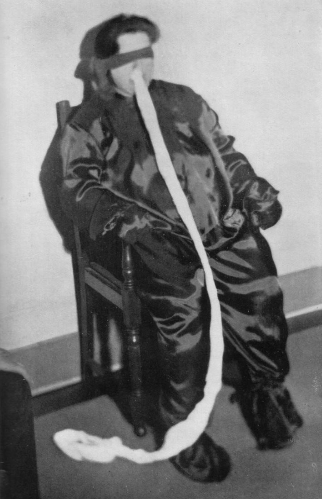
ヘレン・ダンカンと1巻きのチーズクロス

1931年に、ナショナル・ラボラトリー・オヴ・サイキカル・リサーチ(National Laboratory of Psychical Research)は、最も輝かしい事例を採り上げた。霊媒ヘレン・ダンカン(Helen Duncan)が科学的な条件の下で検査され得るように、50ポンドが、彼女に支払われた。プライスは、ダンカンを疑っており、彼女に多くの試験降霊会を開かせた。彼女は、そのときチーズクロスを呑み込み、「エクトプラズム」("ectoplasm")として吐き戻したのではないかと疑われた。プライスは、ダンカンによって発せられたエクトプラズムのサンプルの分析を通じて、それがチーズクロス製である、と立証した。ダンカンは、X線で写真を撮ろうとされて激しく反応し、研究場から走り出て、路上で大騒ぎして、そこで夫が彼女を抑えねばならず、試験の被管理性をぶちこわした。プライスは、ダンカンが彼女のにせのエクトプラズムを彼女の夫に与えて隠させた、と書いた。別の試験でダンカンのエクトプラズムは、心霊現象調査者によって分析され、卵白から作られたと報告された。プライスによれば:
6人の男が、それぞれはさみをもって語を待っている姿は、面白い。それがやって来て、わたしたちはみな跳び上がった。医師の1人が、材料をつかみ、一片を確保した。霊媒は悲鳴を上げ、「テレプラズム」("teleplasm")の残りは彼女の喉を下がった。こんどはそれはチーズクロスではなかった。それは判った、卵の白身に浸けられ、折られて管になって...太った女性いかさま師のおどけた仕草に、時間、金銭、エネルギーを無駄遣いしている一団の成人男性以上に幼稚なものがあるだろうか(The sight of half-a-dozen men, each with a pair of scissors waiting for the word, was amusing.It came and we all jumped.One of the doctors got hold of the stuff and secured a piece.The medium screamed and the rest of the "teleplasm" went down her throat.This time it wasn't cheese-cloth.It proved to be paper, soaked in white of egg, and folded into a flattened tube ...Could anything be more infantile than a group of grown-up men wasting time, money, and energy on the antics of a fat female crook.)。
プライスは、この事例を『Leaves from a Psychist's Case Book』（1933年）の章「"The Cheese-Cloth Worshippers"」という章に書き上げた。プライスは、報告のなかで、チーズクロス、ゴムのグローヴ、および彼女が聴衆が霊であるふりをよそおった雑誌の表紙から切り抜いた頭らで出来たにせのエクトプラズムを明らかにする研究場でのダンカンの複数の写真を公表した。ダンカンの元メイド　メアリー・マクギンレー(Mary McGinlay)は、プライスによって書かれた報告につづいて、霊媒のトリックでダンカンを手伝った、と詳しく告白し、ダンカンの夫は、エクトプラズムの実体化は吐き戻しの結果である、と認めた。のちにダンカンは、降霊会室内で霊であるふりをよそおってふたたびいかさまをしている現場をおさえられた。1914年、プライスは、ダンカンの有名な公判の間、訴追のための証拠として複数の結果を提出した。こんどはダンカンと彼女の旅行の連れ　フランシス・ベーコン(Frances Brown)、アーネストおよびエリザベス・ホーマー(Ernest and Elizabeth Homer)は訴追され、有罪判決を言い渡された。ダンカンは9ヶ月、ブラウンは4ヶ月、投獄され、ホーマー家の人々は出廷を義務づけられたうえで釈放を認められた。

### ブロッケンの実験

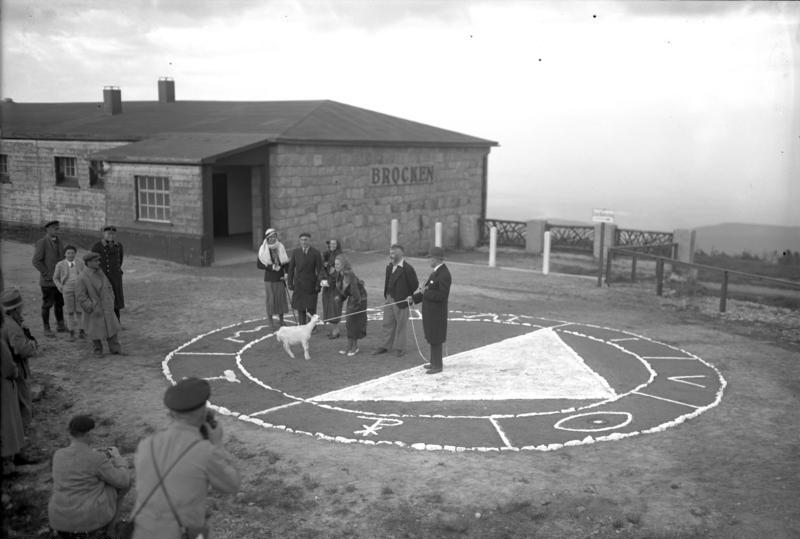
ブロッケンの実験

1932年に、プライスは、C・E・M・ジョアッド(C. E. M. Joad)およびナショナル・ラボラトリーのメンバーらとともにドイツのブロッケン山に旅行し、ヤギの若者への変身を含む、ゲーテ100周年関連の「黒魔術」('black magic')実験を行なった。処女の祈りによるヤギの若者への変身を含む「ブロックスバーグ・トリスト」("Bloksberg Tryst")、ウラ・ボーン(Ura Bohn)（映画女優グローリア・ゴードン(Gloria Gordon)（1881年 - 1962年）としてのほうがよく知られる）は、広く知られたが、マジカルな変身では無かった。プライスは、自分は実験を行なった、と主張した、「　　超越的なマジックの虚偽を証明する　　」("if only to prove the fallacy of transcendental magic")。

### ジェフ
1935年7月に、プライスと友人リチャード・S・ランバート(Richard S. Lambert)は、マン島に行き、もの言うマングース　ジェフ(Gef)の事例を調査し、書籍『The Haunting of Cashen's Gap』（1936年）を作った。その書籍の中で、彼らは、自分らは話を信じている、と言うことをさけたが、それをまるで偏見のない心でであるかのように報告するように気をつけた、書籍は、マングースとされるものからの毛がジュリアン・ハクスリーに送られ、ハクスリーがそれを博物学者F・マーティン・ダンカン(F. Martin Duncan)に送り、ダンカンはそれはイヌの毛であると同定したその次第を報告している。プライスは、その毛はアーヴィングの牧羊犬モナ(Mona)のものではないか、と疑った。
プライスは、ロンドン自然史博物館のレジナルド・ポコック(Reginald Pocock)に、プラスチシン(plasticine)にジェフによって付けられたとされる足跡(pawprint)を、その歯型とされるものとともに、評価するように頼んだ。ポコックは、既知のどの動物にもそれらを一致させられなかったが、彼は、それらのうち1つが「おそらくはイヌによって作られ」("conceivably made by a dog")たかもしれない、と容認した。彼は、マーキングはどれも、マングースによって作られていなかった、と実際に述べた。
プライスは、アーヴィング家の人々を訪ね、
石と木壁との間のかなりの内部空間を特色としてもつ古い石造の納屋の内室複数をおおっている木製鏡板の二重壁を眺めたが、「屋敷全体を、反響板のような壁のある、1つの大きな伝声管にする。パネル複数のなかの多くの装置の1つにむかって話すことによって、屋敷の各所に声を伝えることが可能であろう」("makes the whole house one great speaking-tube, with walls like soundingboards.By speaking into one of the many apertures in the panels, it should be possible to convey the voice to various parts of the house")。リチャード・ワイズマン(Richard Wiseman)によれば、「プライスとランバートは、それほど事例に熱心でなかったし、諸個体のうちいちばんだまされやすいものだけがジェフの証拠に強く印象づけられた」("Price and Lambert were less than enthusiastic about the case, concluding that only the most credulous of individuals would be impressed with the evidence for Gef")。
ジェームズ・アーヴィングの日記は、この事例に関する複数の報告とともに、ロンドン大学のセナット・ハウス・ライブラリー(Senate House Library)のハリー・プライスのアーカイヴに在る。

### ボーリー牧師館

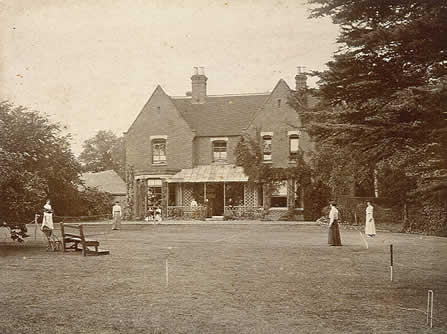
ボーリー牧師館　1892年

プライスは、エセックスのボーリー牧師館の調査でもっとも有名である。この建物は、プライスがそれに関する書籍を刊行したのち「イングランドでいちばん幽霊の出る屋敷」("the most haunted house in England")として知られるようになった。彼は、1863年に牧師館が建てられたときからの幽霊の出現とされるものを文書で立証した。彼は1937年3月から1938年3月まで牧師館に住み、書籍に自分の体験について書いた。
心霊調査者ジョン・L・ランドール(John L. Randall)は、SPRのメンバーらによってプライスに仕掛けられた「きたないまね」("dirty tricks")の直接的な証拠がある、と書いた。1931年10月9日に、SPRの前会長ウィリアム・ヘンリー・ソルター(William Henry Salter)は、ボーリー牧師館を訪ね、説得して牧師ライオネル・フォイスター(Rector Lionel Foyster)にプライスとのつながりを切らせ、そのかわりにSPRとの仕事をさせた。1948年のプライスの死亡ののち、エリック・J・ディングウォール(Eric J. Dingwall)、キャスリーン・M・ゴールドニー(Kathleen M. Goldney)、およびトレヴァー・H・ホール(Trevor H. Hall)、心霊現象研究協会のメンバー3人は、うち2人はプライスのもっとも忠実な知人であったが、ボーリー牧師館に関する彼の主張を調査した。彼らの発見は、1956年の書籍『The Haunting of Borley Rectory』で公表されたが、それは、プライスが現象のうち幾つかをしばしば発生させていた、と結論した。
SPRの研究は、「ボーリー報告」("Borley Report")として知られているが、現象のうち多くはでっち上げられたか、でなければ、ハツカネズミや屋敷のおかしな形に帰せられる奇妙な音響効果によるものであった、と述べた。結論において、ディングウォール、ゴールドニーおよびホールは、「分析すると、どの時期もすべて幽霊の出現とポルターガイスト活動の証拠は、力が減じ、最後には見えなくなるように見える」("when analysed, the evidence for haunting and poltergeist activity for each and every period appears to diminish in force and finally to vanish away")と書いた。テレンス・ハインズ(Terence Hines)は、つぎのように書いた、「ライオネル・フォイスター師の妻ミセス・マリアンヌ・フォイスターは1930年から1935年まで牧師館に住んでいたが、幽霊の出現の現象を不正に作ることに従った。プライス自身が、牧師館にいるあいだに、「優良鉱山に偽装し」("salted the mine")、いくつかの現象をでっち上げた。
ロバート・ヘースティングス(Robert Hastings)は、プライスを弁護する数少ないSPR調査者の1人であった。プライスの遺著管理遺言執行者ポール・タボリ(Paul Tabori)およびピーター・アンダーウッド(Peter Underwood)は、詐欺の訴追にたいしてプライスを弁護した。同様なアプローチは、1996年にイヴァン・バンクス(Ivan Banks)によってなされた。マイケル・コールマンは、1997年のSPR報告のなかで、プライスの弁護人らはこれらの批判に納得させられるように反論することができない、と書いた。
プライスのボーリーの調査は、2013年のニール・スプリング(Neil Spring)作のベストセラー小説「'The Ghost Hunters'」の主題であった。この小説は後に、レイフ・スポール、カーラ・テオポルド(Cara Theobold)およびリッチー・キャンベル(Richie Campbell)の出演で、テレヴィジョンの「'Harry Price: Ghost Hunter'」に脚色された。

### ロザリー
プライスは、1937年12月15日にプライヴェートな降霊会に出て、そこにロザリー(Rosalie)という小さな6歳の女児が現われた、と主張した。プライスは、自分は、降霊会の前に床にデンプンの粉を床にまき、扉に錠をかけ、窓にテープを貼って部屋を管理した、と書いた。しかし、シッターら(sitters)の身元、あるいはどこで降霊会が開かれたかという位置は、子供の母親の要求とされるもののために、明らかにされなかった。降霊会のあいだ、プライスは、女児が現われ、口を利き、自分は彼女の脈をとった、と主張した。プライスは、子供の霊とされるものは人間と違わないのではないか、と疑ったが、降霊会が終わったのち、デンプンの粉は乱されなかったし、窓の封印はどれも剥がされていなかった。プライスは、だれも降霊会のあいだに扉あるいは窓から室のなかにはいらなかった、と確信した。プライスの『Fifty Years of Psychical Research』（1939年）は、シッティング(sitting)での経験を記述し、降霊会の部屋の図式を含んでいる。
エリック・ディングウォール(Eric Dingwall)とトレヴァー・H・ホール(Trevor H. Hall)は、ロザリーの降霊会は架空のもので、プライスは事件ぜんたいについて嘘をついたが、しかし、彼が住んでいたサウス・ロンドン、ブロックリーでもっと初期に彼が出席したシッティングから屋敷の記述に詳細の一部の基礎を置いた、と書いた。K・M・ゴールドニー(K. M. Goldney)は、ボーリー牧師館の調査についてプライスを批判していたが、ロザリーのシッティングの朝ののち、自分が気がつくと、プライスは「経験のために芯まで震えた」("shaken to the core by his experience")、と書いた。ゴールドニーは、プライスは降霊会について真実を語った、と考え、心霊主義者の週間新聞『Two Worlds』に、自分は、ロザリーのシッティングは真正だ、と思う、と書いた。
1985年に、ピーター・アンダーウッド(Peter Underwood)は、1960年代にSPRのメンバー　デイヴィッド・コーヘン(David Cohen)宛てに送られた、降霊会に出た降霊会シッターからと主張される匿名の手紙の一部の写真を公表した。手紙は、子供の母親に金銭を借りた父親の要求によって、シッティングのなかでロザリーという子供に扮したと告白した。2017年に、ポール・アダムズ(Paul Adams)は、ロザリー降霊会の位置や関係家族の身元の詳細を公表した。

## 受容
心理学者で懐疑論者のリチャード・ワイズマン(Richard Wiseman)は、プライスを、いかさま霊媒らに反論し、超常現象の主張を調査したことで賞讃した。ワイズマンによれば、「プライスは科学的研究を風変わりな材料に捧げ ... 両者は世界のメディアを楽しませ、信者も懐疑論者も激怒させた」("Price devoted the scientific study to weird stuff ... that both delighted the world's media and infuriated believers and sceptics alike")。ステージ手品師で科学的懐疑論者のジェームズ・ランディ(James Randi)は、プライスは貴重かつ真正な調査を成し遂げたが、「事実と欺瞞の奇妙な混合物」("a strange mixture of fact and fraud")を生きた、と書いた。
ルネ・ヘインズ(Renée Haynes)は、プライスを「心霊調査でもっとも魅力的で嵐を呼び起こす人物の1人」("one of the most fascinating and storm-provoking figures in psychical research")と言った。科学ライター　メアリー・ローチ(Mary Roach)は、その書籍『Spook: Science Tackles the Afterlife』（2010年）で、いかさま霊媒ヘレン・ダンカンに反論するさいの方法と調査に好意的に言及した。
プライスの伝記はいくつか書かれている。
ポール・タボリ(Paul Tabori)の伝記（1974年）は、全般的に共感的である。歴史家トレヴァー・H・ホール(Trevor H. Hall)の（1978年）ははるかに酷評的である。 最新のリチャード・モリス(Richard Morris)による伝記（2006年）もまた酷評的で、「最低のはったり屋、快楽主義的ぺてん師、恐ろしい話し上手、大の手品師、才能ある著者にしてすばらしい奇人」("supreme bluffer, a hedonistic con man, a terrific raconteur, a great conjuror, a gifted writer and a wonderful eccentric")としていちばんよく記憶されると結論した。

## 死亡と遺産
プライスは、西サセックス、パルバラ(Pulborough)の自宅で重い心臓発作を起こし、ほとんど即死した。
彼のアーカイヴは、未亡人によって1976年と1978年の間にロンドン大学に預けられた。そのなかには、彼の文通、刊行物の草稿、文書誹毀事例関係の書類、調査の報告、報道の切り抜き、および写真が含まれる。

## 刊行著作
- Price, Harry (1993). Poltergeist: Tales of the Supernatural. London: Bracken Books. ISBN 1-85891-084-6（英語）
- Revelations of a Spirit Medium, with Eric Dingwall, Kegan Paul, Trench, Trubner & Co. Ltd, London, 1922.（英語）
- Cold Light on Spiritualistic "Phenomena" – An Experiment with the Crewe Circle, Kegan Paul, Trench, Trubner & Co., 1922.（英語）
- Stella C. An Account of Some Original Experiments in Psychical Research, Hurst & Blackett, 1925.（英語）
- Rudi Schneider: A Scientific Examination of his Mediumship, Methuen & Co., 1930.（英語）
- Leaves from a Psychist's Case Book, Victor Gollancz, 1933.（英語）
- Confessions of a Ghost-Hunter, Putnam & Co., 1936.（英語）
- The Haunting of Cashen's Gap:  A Modern "Miracle" Investigated – with R.S. Lambert, Methuen & Co., 1936.（英語）
- Fifty Years of Psychical Research:  A Critical Survey Longmans, Green & Co., 1939.（英語）
- The Most Haunted House in England:  Ten Years' Investigation of Borley Rectory, Longmans, Green & Co., 1940.（英語）
- Search for Truth:  My Life for Psychical Research, Collins, 1942.（英語）
- Poltergeist Over England:  Three Centuries of Mischievous Ghosts, Country Life, 1945.（英語）
- The End of Borley Rectory, Harrap & Co., 1946.（英語）